# Le Bien public
Pour les articles homonymes, voir Bien public (homonymie).
Cet article concerne la revue de Côte-d'Or. Pour le journal républicain du XIXe siècle, voir Le Bien public (journal français).
 (janvier 2012).
Si vous disposez d'ouvrages ou d'articles de référence ou si vous connaissez des sites web de qualité traitant du thème abordé ici, merci de compléter l'article en donnant les références utiles à sa vérifiabilité et en les liant à la section « Notes et références ».
Le Bien public est un quotidien régional français diffusé en Côte-d'Or, dont le siège se trouve boulevard Chanoine-Kir à Dijon. 
Il est tiré à 38 352 exemplaires en 2018, dont 36 271 en diffusion totale payée. 
Le journal appartient au groupe EBRA, une filiale de la banque Crédit Mutuel.

## Identité de la société
Le directeur général et directeur de la publication est Pierre Fanneau depuis 2014.
Le Bien public s'organise autour de quatre agences, à Dijon, Beaune, Châtillon-sur-Seine et Montbard.
Pour une audience de 157 000 lecteurs, dont 50 % d'abonnés portés, 9 % d'abonnés postés et 38 % de vente au numéro.
Le nombre d'éditions proposées par le journal se porte à quatre selon un format utile (semaine) dit de « grand format ». Le journal paraît tous les jours de la semaine y compris le dimanche, sous un format et un contenu « week-end ».
Les divers prix de vente sont de 1 € en semaine, 1,1 € les vendredis et 1,50 € les dimanches. 
Le journal propose également des suppléments hebdomadaires : économie, loisirs (Pour sortir, ex-Quartier libre), sport, TV magazine et Version Femina, dont la vente est automatique avec le journal sans réduction de prix possible.

## Informations financières
En 2018 la société éditrice a réalisé un chiffre d'affaires de 47 815 400 € avec 313 collaborateurs et enregistré une perte de 3 705 900 €.

## Historique

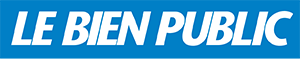
Ancien logo du journal jusqu'en 2022.

Le Bien public est le vice-doyen de la presse en région. Son aîné est Le Courrier de Saône-et-Loire (devenu Le Journal de Saône-et-Loire) à Chalon-sur-Saône.
Il est né le 31 août 1868 de la fusion de L’Union bourguignonne (1851) et de L’Impartial bourguignon créé en 1867 par Eugène Jobard, maître imprimeur, avec l'appui financier du baron Paul Thenard, chimiste reconnu, sauveur du phylloxéra. (La photographie qui en était à ses balbutiements a contribué à cette union. À cette époque, le procédé photographique demandait à être un peu chimiste d’où la rencontre et l’amitié entre les deux hommes).
Le titre du journal Le Bien public a une longue histoire qui se conjugue avec celle du département. Ancré dès ses débuts dans la vie bourguignonne, le journal qui se veut « un journal libre n’excluant personne » va connaître des évolutions au gré des épisodes historiques.
Dans sa finalité, le journal subit des changements radicaux. Pour Jobard, le credo du quotidien se résume par cette formule : « Penser, agir, servir l’intérêt général en toute indépendance, défendre un idéal commun au-dessus d’étiquettes politiques ou de polémiques stériles ». Finalité typique du XIXe siècle, le journal garde comme cœur de mission cette indépendance éditoriale, mais qui cédera la place après la Seconde Guerre mondiale à une volonté régionaliste, celle de traduire l’actualité locale.
Dans sa diffusion ensuite car à ses débuts Le Bien public est un journal du soir, jusqu’en 1890. Dès lors sa couverture régionale augmente. Il propose un supplément dominical à compter de 1872.
En 1920, et selon les volontés de Mme Jobard, le baron Louis Thenard prend les rênes de l’imprimerie Jobard et du journal.
Pendant la Seconde Guerre mondiale, lorsque les Allemands entrent à Dijon, Louis Thenard décide de saborder le journal. Le dernier numéro paraît le 5 juin 1940. Pour éviter que la rotative puisse être utilisée par des personnes étrangères au journal, l'équipe sabote la mécanique en cachant les pièces essentielles. Durant les quatre années de non-parution, Louis Thenard continue à payer les salaires du personnel. Le journal reparaît le 12 septembre 1944, après la libération de Dijon. Le titre de la une est « Dijon est libéré ; les troupes du général du Vigier et les FFI ont fait hier matin, leur entrée dans la capitale bourguignonne qui les a accueillies dans un délire d'enthousiasme ». Le journal bénéficie, ensuite, de la notoriété d’un quotidien résistant.
En 1947, après une période de latence durant laquelle le Bien public est dirigé par René Pretet, directeur du Courrier de Saône-et-Loire et M. Lavenir, le baron Louis Thenard appelle son neveu, François Bacot, pour diriger le journal. Ingénieur de formation, François Bacot s’appuie sur René Pretet et plus tard sur Arnould Thenard, héritier de la famille fondatrice et futur président du quotidien à la mort de son grand père (de 1968 à 1992). 
Sous l’impulsion d'Arnould Thenard et afin de moderniser le journal, le siège social du Bien public est déplacé en 1972 à la Fontaine-d’Ouche, où il se tient toujours. Ce transfert se double d’une modernisation technique puisque le journal fait l’acquisition d’une rotative Man, dernier cri à l’époque. Arnould Thenard jette les bases de l'informatisation avec le système Datox, conçu dans les ateliers de la Fontaine d’Ouche, avant d’être adopté par une grande partie de la presse régionale.

### Restructurations depuis 1990
En 1990, Le Républicain lorrain acquiert 62,53 % du capital du Bien public. En 1991, le Bien public est vendu au groupe Hersant et, devenu actionnaire minoritaire, Arnould Thenard choisit de se retirer.
Désormais propriétaire du Bien public, la SA Delaroche, société du groupe Hersant déjà éditrice du Progrès de Lyon et des Dépêches de Côte-d'Or-Le Progrès, autre journal dijonnais, choisit de sacrifier Les Dépêches dont la rotative est à bout de souffle et de fusionner les deux titres en 1992. C’est Louis de Broissia, directeur général du Bien Public, nommé Président du directoire, qui mène cette fusion.
Pendant plusieurs années, Le Bien public s'intitule le Bien-public-les Dépêches avant de redevenir Le Bien public.
Des accords sont passés avec Le Journal de Saône-et-Loire qui s’est rapproché depuis 1989 avec Le Progrès/Delaroche. François Pretet, président-directeur général des deux titres, puis Jean Viansson Ponté, directeur général, multiplient les évolutions, en plus de celle liée au regroupement industriel.
Le 2 novembre 2000, Le Bien public est imprimé sur la rotative du Journal de Saône-et-Loire, appartenant désormais lui aussi au groupe Hersant. Elle permet une réduction du format du journal et s’accompagne d’une évolution du contenu.
Le 6 février 2006, Le groupe L'Est républicain annonce le rachat, en partenariat avec le Crédit mutuel, des journaux du pôle Rhône-Alpes de la Socpresse, en vente depuis plusieurs mois par le groupe Dassault. 
En 2009, le groupe de L'Est républicain est racheté par le Crédit mutuel qui crée le groupe Est Bourgogne Rhône-Alpes (EBRA). Premier groupe de presse quotidienne régionale, il possède avec le Bien public huit quotidiens régionaux diffusés dans 23 départements de l'Est de la France.
Cette restructuration entraîne des évolutions qui se concrétisent notamment avec l’acquisition en 2007 du logiciel technico-rédactionnel Millenium qui permet l’homogénéisation des réalisations inter-services.
En 2014, le groupe Ebra décide la suppression du site d’impression de Chalon-sur-Saône. Les deux titres sont imprimés à Chassieu, dans le centre qui imprime également Le Progrès.
Selon l'OJD, en 2014, Le Bien public a été diffusé à 37 970 exemplaires quotidiens (-3,82 % par rapport à 2013) et le Journal de Saône-et-Loire à 50 034 exemplaires (-2,56 %).

## Principales dates
- 1850 : fondation de L'Union bourguignonne.
- 31 août 1868 : premier numéro du Bien public.
- 19 août 1972 : sortie du dernier numéro en typographie, place Darcy à Dijon.
- 24 octobre 1972 : première photo en quadrichromie à la une.
- 24 mai 1976 : première parution du Bien public entièrement photocomposé.
- Juillet 1977 : l'imprimerie Jobard quitte la place Darcy et s'installe à Couchey.
- 1991 : Le Progrès (siège à Lyon, groupe Hersant), qui avait déjà racheté Les Dépêches (devenue l'édition du Progrès en Côte-d'Or) quelques années auparavant, rachète Le Bien Public (« Hersant s'offre le Bien Public » titrait l'article de Libération). Les deux titres fusionnent et un seul quotidien est désormais dans les kiosques en Côte-d'Or : Le Bien Public-Les Dépêches. La mention « Les Dépêches », inscrite en petit au début sous le titre Le Bien-Public, disparaît complètement quelques années plus tard de la Une du quotidien.
- 2 novembre 2000 : Le Bien public-Les Dépêches change de formule pour un nouveau format, jugé plus moderne.
- Juin 2009 : Le Bien public change de format, plus petit avec une nouvelle découpe des éditions.

## Diffusion

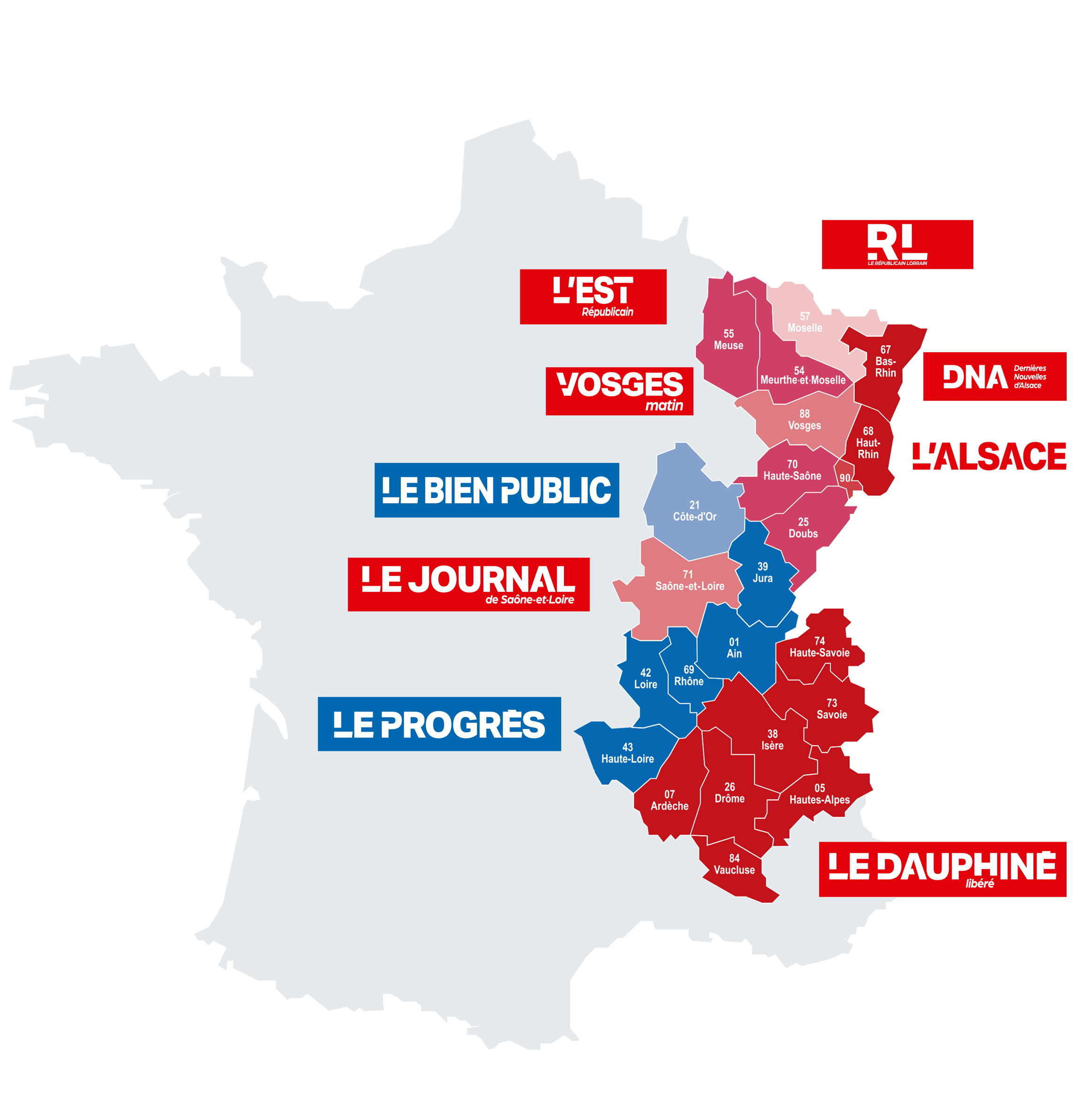
Carte de la zone géographique de couverture des titres EBRA.

| Année | Diffusion France payée | Diffusion totale payée | Diffusion totale |
| ----- | ---------------------- | ---------------------- | ---------------- |
| 2023  | 30 377                 | 30 377                 | 31 446           |
| 2022  | 31 674                 | 31 674                 | 32 775           |
| 2021  | 32 828                 | 32 828                 | 33 976           |
| 2020  | 33 910                 | 33 910                 | 35 179           |
| 2019  | 35 465                 | 35 465                 | 36 848           |
| 2018  | 36 271                 | 36 271                 | 37 745           |
| 2017  | 37 136                 | 37 136                 | 38 663           |
| 2016  | 36 850                 | 36 850                 | 38 480           |
| 2015  | 37 154                 | 37 154                 | 38 672           |
| 2014  | 38 016                 | 38 016                 | 39 587           |

## Éditions locales
Le Bien public dispose de quatre éditions locales en Côte-d'Or : Dijon, Beaune, Haute Côte-d'Or et Région dijonnaise.

## Fonctionnement
Le Bien public s'articule en deux cahiers : un cahier d'information départementale et un cahier spécifique à la ville et au canton de distribution.
À cela s'ajoutent 32 suppléments gratuits et payants, et deux publications filiales : Écoplus 21, hebdomadaire payant spécial économie et vie des entreprises locales, et Immocity, gratuit bimestriel diffusé sur présentoirs.
Le Bien public réalise une offre dite en multimédia : les articles journalistiques sont doublés en version internet ainsi que tous les suppléments et produits commerciaux, gratuits (loisirs, offres d'emplois, etc.) comme payants (immobilier, petites annonces).

## Distribution
Le portage est le canal majoritaire de distribution du Bien public : après impression sur le site commun avec Le Journal de Saône-et-Loire, les exemplaires sont ensuite acheminés vers des plates formes d'éclatement (dont la principale est à Dijon) puis distribué chez les clients abonnés pour satisfaire le besoin d’une information la plus matinale possible (l’impératif est de livrer avant 7 h 30). 55 % des exemplaires vendus sont acheminés directement par portage. Le réseau de portage qui est constitué de 178 travailleurs indépendants « vendeurs colporteurs de presse » (ou « porteurs ») représente la majorité des recettes. Le postage utilise le même principe sauf que le critère du délai est moins urgent puisque le journal est expédié par La Poste. Le postage est un faible poste de recettes (9 %).
La vente au numéro représente 38 % des recettes et permet d’acheminer des volumes importants vers environ 600 points de vente (maisons de la presse, débits de tabac, boulangeries, grandes surfaces, Relay gares, kiosques, etc.), Le Bien public gère en direct le réseau des points de vente qui ont signé un contrat de mandat avec lui pour assurer la vente du journal et de ses suppléments. De la même façon qu'il les livre aussi en direct sans passer par l'intermédiaire de dépôts centraux de presse affiliés à des messageries de presse.